# Thornton-le-Dale
Thornton-le-Dale är en ort och civil parish i Storbritannien.   Den ligger i grevskapet North Yorkshire och riksdelen England, i den centrala delen av landet, 300 km norr om huvudstaden London. Thornton-le-Dale ligger 34 meter över havet och antalet invånare är 1 886.
Terrängen runt Thornton-le-Dale är huvudsakligen platt, men österut är den kuperad. Runt Thornton-le-Dale är det ganska glesbefolkat, med 27 invånare per kvadratkilometer. Närmaste större samhälle är Pickering, 3,7 km nordväst om Thornton-le-Dale. Trakten runt Thornton-le-Dale består till största delen av jordbruksmark.